# Victoria Jurczok
Victoria Jurczok (* 25. März 1990 in Berlin) ist eine deutsche Seglerin in der 49erFX-Klasse.
Victoria Jurczok vom Verein Seglerhaus am Wannsee war in der 470er-Klasse Junioreneuropameisterin 2009 und Juniorenweltmeisterin 2010. 2012 startete sie zusammen mit ihrer neuen Vorschoterin Anika Lorenz in der 29erXX-Klasse, die beiden belegten den dritten Platz bei den Europameisterschaften und siegten bei der Weltmeisterschaft. Seit 2013 starten Jurczok und Lorenz in der 49erFX-Klasse. In ihrem ersten Jahr in dieser Bootsklasse belegten sie den achten Platz bei der Europameisterschaft und den sechsten Platz bei der Weltmeisterschaft. 2014 folgte der fünfte Platz bei der Weltmeisterschaft, 2015 erreichte die Crew den sechsten Platz bei der Europameisterschaft. Nach dem dritten Platz bei der Weltmeisterschaft 2016 wurden Victoria Jurczok und Anika Lorenz in die deutsche Mannschaft für die Olympischen Spiele 2016 berufen. Dort erreichten sie in ihrer Klasse den 9. Platz. 2017 gewannen die beiden die Bronzemedaille bei der Europameisterschaft und belegten den fünften Platz bei der Weltmeisterschaft. Im Jahr darauf gewannen sie Silber bei der Europameisterschaft. 2019 siegten sie bei der Kieler Woche, belegten aber nur den 19. Platz bei der Europameisterschaft.
Victoria Jurczok ist Sportsoldatin in Kiel.